# Torre de les Hores (Cervià de Ter)
La Torre de les Hores fou originalment la torre que guardava el portal de la muralla de Cervià de Ter (Gironès). Declarada bé cultural d'interès nacional, la torre és el vestigi més visible que roman del recinte emmurallat de Cervià i del passat medieval. Actualment té un ús totalment diferent per al qual va ésser concebuda, doncs és utilitzada com a rellotge. Sota els claustres de Santa Maria van aparèixer també els fonaments d'una altra torre anterior al segle xi, i cap a la banda oest del poble n'hi ha dues més. No hi ha notícies en concret sobre aquest antic portal, si bé la seva història aniria lligada amb la muralla i el castell, construïts a l'època medieval.
El recinte emmurallat de Cervià és d'origen medieval, tot i que fou reformat en època moderna i contemporània. Del conjunt en romanen poques restes: diversos panys emmurallats als carrers de Girona, de la Muralla i del Torrent d'Anglí; una torre i el portal d'accés occidental. Destaca la torre de les hores, una torre de planta circular, medieval, per a la defensa de la vila. Es va completar en època moderna amb un pis pel rellotge amb campanes al cim. L'accés exterior es fa a través d'una porta allindada, a la qual s'hi accedeix pujant tres esglaons. Presenta un sol finestral, de forma circular i petites dimensions, situada damunt la porta. La porta alta estava incompleta, se li ha afegit un templet de ferro al capdamunt, on s'ha instal·lat un rellotge públic.
Convé fixar-se en l'arc del portal. El portal d'entrada situat a l'antiga muralla medieval, que dona pas el que havia estat el carrer principal de l'antiga vila, el carrer de l'Hospital. És l'única entrada conservada entre un bigarrat conjunt edificat. Consta d'un gran arc de mig punt adovellat sobre el qual l'edifici existent obre dues finestres. La petita capelleta situada en un dels xamfrans és d'època posterior.